# Ernesto Cardenal
Ernesto Cardenal Martínez (Granada, 20 de enero de 1925-Managua, 1 de marzo de 2020) fue un poeta, sacerdote, teólogo, escritor, traductor, escultor y revolucionario nicaragüense.
Fue teólogo de la liberación y fundador de la comunidad artística primitivista en las Islas Solentiname, donde vivió durante más de diez años (1965-1977). Antiguo miembro de los sandinistas nicaragüenses, fue Ministro de Cultura de Nicaragua de 1979 a 1987. Se le prohibió administrar los sacramentos en 1984 por el papa Juan Pablo II, pero fue rehabilitado por el papa Francisco en 2019.
Conocido por su obra poética, que le mereció varios premios internacionales, fue uno de los más destacados defensores de la teología de la liberación en América Latina y ministro de Cultura del Gobierno surgido de la Revolución sandinista, tras su triunfo el 19 de julio de 1979, hasta 1987.

## Biografía
Nació el 20 de enero de 1925 en la ciudad nicaragüense de Granada, en el seno de una de las familias más respetables del país. Durante su infancia residió en la Casa de los Leones, uno de los edificios más relevantes de esa ciudad. En su vejez afirmó que su infancia se pareció, en ciertos aspectos, a la de Rubén Darío:

Rubén [Darío], cuando hace los recuerdos de su infancia, dice que él era un niño devoto que se confesaba todos los sábados en la iglesia de San Francisco. Yo me confesaba también todos los sábados en la iglesia de San Francisco, que estaba al lado de mi casa.

Posteriormente, se mudó a León, donde estudió en el colegio de los Hermanos Cristianos. Fue ahí donde prometió que sería sacerdote si se curaba su hermano mayor de una enfermedad pulmonar, finalmente su hermano se recuperó
En 1942 se trasladó a México D. F., donde ingresó en la Facultad de Filosofía y Letras de la Universidad Nacional Autónoma de México, en la que estudió hasta 1946. Allí conoció a escritores como Augusto Monterroso, Rosario Castellanos o al futuro presidente de México, Luis Echevarría.
En 1947, continuó sus estudios en la Universidad de Columbia en Nueva York. Allí conoció a Hope Portocarrero, el día en que ella se graduaba de la universidad. Portocarrero era una joven estadounidense de origen nicaragüense de clase alta. Más tarde, se casó con su primo, Anastasio Somoza Debayle, y se convirtió en la primera dama de Nicaragua cuando este llegó al poder. En aquella oportunidad que recuerda Cardenal, Portocarrero no tuvo interés en mantener ningún tipo de relación amistosa con él.
En 1949 concluyó sus estudios y emprendió un viaje por Europa que duraría dos años, visitando España, Francia, Suiza e Italia.
En julio de 1950 volvió a Nicaragua, donde participó en la Revolución de Abril de 1954 contra Anastasio Somoza García. El golpe de Estado falló y terminó con la muerte de muchos de sus compañeros y amigos. Después de una profunda experiencia mística que tuvo el 2 de junio de 1956, en mayo de 1957, Ernesto Cardenal entró en la abadía trapense de Nuestra Señora de Getsemaní, cerca de Bardstown, Kentucky, donde conoció al monje y escritor estadounidense Thomas Merton, que era maestro de novicios. Un año después de que este falleciera accidentalmente en Bangkok (Tailandia), Cardenal escribió sobre dicha pérdida:

Su muerte es la pena mayor que he tenido en mi vida religiosa (o en mi vida toda, yo creo). Él era para mí un padre. Espiritualmente hablando [...].
Ernesto Cardenal

En 1959, abandonó el monasterio para estudiar teología en Cuernavaca (México). Se ordenó sacerdote en Managua, en 1965, y luego fundó una comunidad cristiana, casi monástica, en una de las islas del archipiélago de Solentiname, en el lago Cocibolca, el Gran Lago de Nicaragua. Ahí escribió el famoso libro El Evangelio de Solentiname y fundó una comunidad de pescadores y artistas primitivistas que se hizo mundialmente famosa. Cardenal pasaba sus vacaciones en esas islas, donde leía las obras completas de Rubén Darío, escribía o dirigía la misa de Semana Santa en la pequeña iglesia de la localidad.
En 1971, viajó a Chile, donde se reunió con el presidente Salvador Allende. Según contó Cardenal, su visita al país sudamericano se dio el mismo día en que llegó la noticia del Premio Nobel de Literatura a Pablo Neruda, poeta chileno de quien el nicaragüense reconoció una gran influencia en su obra y de la cual le costó «librarse».
Partidario de una «revolución desprovista de venganza», Cardenal colaboró estrechamente con el Frente Sandinista de Liberación Nacional en la lucha contra el régimen de Somoza. Tras el triunfo de la Revolución Sandinista el 19 de julio de 1979, fue nombrado ministro de Cultura, cargo que ostentó hasta 1987, año en el que el ministerio se cerró por razones económicas, derivadas del hostigamiento armado impulsado y apoyado por Estados Unidos. En 1980, recibió el Premio de la Paz del Comercio Librero Alemán.
El 4 de marzo de 1983, el papa Juan Pablo II visitó Nicaragua y en la recepción ofrecida por el Gobierno nicaragüense, Ernesto Cardenal lo recibió arrodillado. El papa, con gesto duro y el dedo índice señalándole, lo reprendió públicamente por propagar doctrinas apóstatas y formar parte de un gobierno socialista. La imagen dio la vuelta al mundo y se convirtió en el icono de la lucha de Juan Pablo II contra las ideas de izquierda.
El 4 de febrero de 1984, en el marco de la Guerra Fría, el papa Juan Pablo II suspendió a divinis del ejercicio del sacerdocio a los sacerdotes Ernesto Cardenal (59), Fernando Cardenal (50, hermano del anterior), Miguel d'Escoto (51) y Edgard Parrales, debido a la adscripción de estos a la teología de la liberación. Treinta años después, el 4 de agosto de 2014, el papa Francisco ordenó levantar el castigo impuesto.
En 1989, Cardenal fundó con el actor austríaco Dietmar Schönherr la Casa de los tres mundos, en su Granada natal, fundación cultural de la que era presidente honorario.
Cardenal abandonó el FSLN en 1994, en protesta contra la dirección de Daniel Ortega, y más tarde dio su apoyo moral al Movimiento Renovador Sandinista (MRS) y a la Alianza Partido MRS durante las elecciones de 2006, al igual que otros destacados literatos nicaragüenses, como Gioconda Belli y Sergio Ramírez Mercado, fundador del MRS.
En mayo de 2005 fue nominado al Premio Nobel de Literatura, que no recibió. Dos meses más tarde, participó en la inauguración de Telesur, junto a personalidades como Danny Glover, Eduardo Galeano, Pino Solanas y Adolfo Pérez Esquivel. Ese mismo año, recibió, como presidente de la Asociación para el desarrollo de Solentiname, el Reconocimiento Internacional Foca Mediterránea, distinción otorgada por Mediterrania y la Diputación de Tarragona «en reconocimiento a su trayectoria personal, su compromiso personal en los conflictos de su país, Nicaragua, su extensa obra literaria y especialmente su dedicación al archipiélago de Solentiname con lo que nos ha mostrado ser una persona comprometida con su tierra y con su gente».
Cardenal viajó a México en 2007, país donde, entre otras actividades, se entrevistó con el subcomandante Marcos, del Ejército Zapatista de Liberación Nacional, y participó en el XII Encuentro Hispanoamericano de Escritores Horas de Junio. Organizado por la Universidad de Sonora, ese año estuvo dedicado al poeta nicaragüense, quien hizo una lectura de Polvo de estrellas, sobre la utopía social, y dio un recital de sus poemas en el auditorio de la Sociedad Sonorense de Historia.

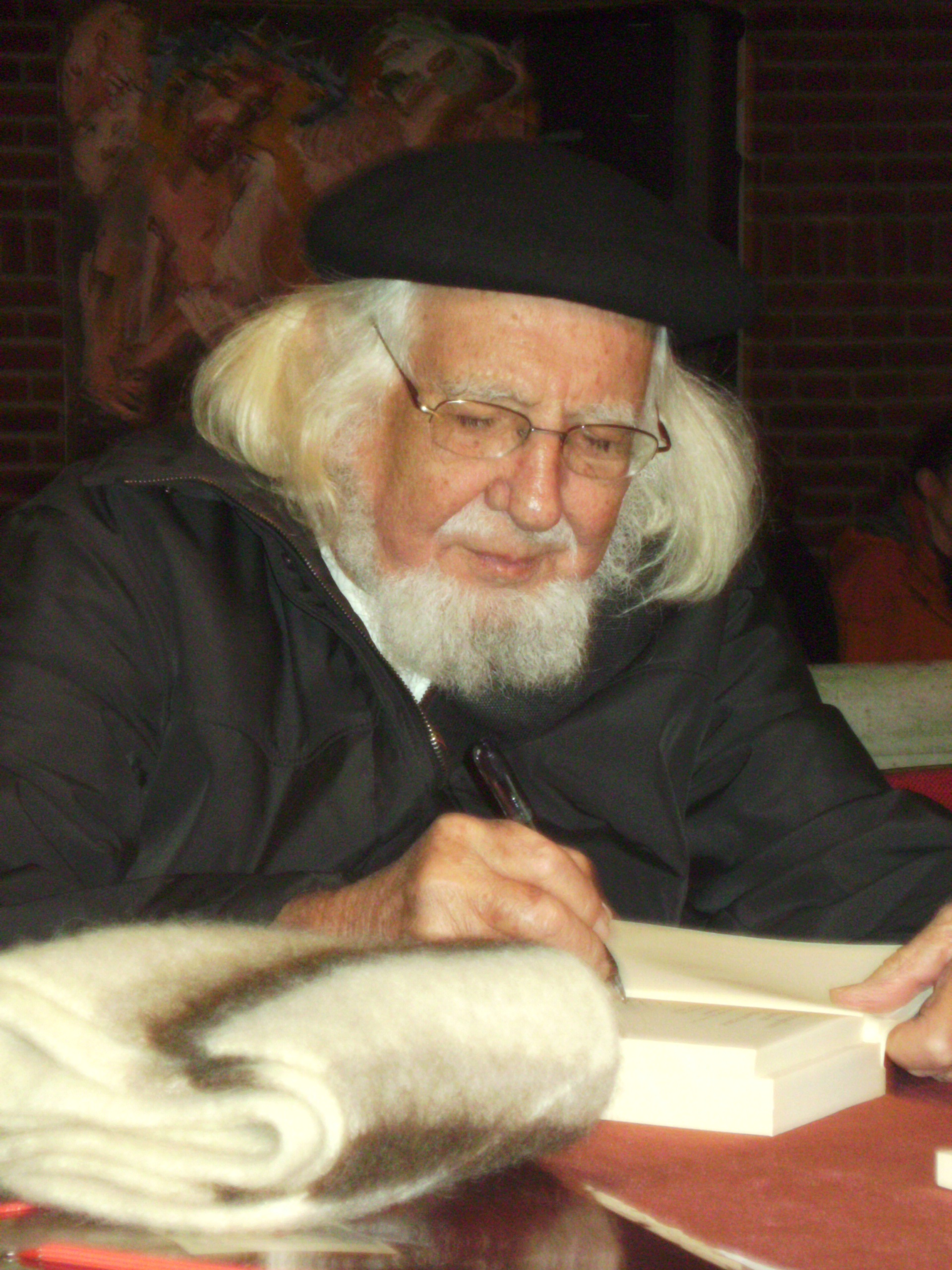
Ernesto Cardenal, en 2010

El 27 de julio de 2009, recibió el Premio Iberoamericano de Poesía Pablo Neruda de manos de la presidenta de Chile, Michelle Bachelet. En abril de 2010, fue elegido miembro correspondiente de la Academia Mexicana de la Lengua, y dos años más tarde fue distinguido con el Premio Reina Sofía de Poesía Iberoamericana (XXI edición).
Fue presidente honorífico de la Red Internacional de Escritores por la Tierra (RIET).
El 17 de febrero de 2019, se dio a conocer una carta del papa Francisco a Ernesto Cardenal informándole del levantamiento de la suspensión a divinis, impuesta por Juan Pablo II en 1984. Horas antes el obispo auxiliar de Managua Silvio José Báez hizo pública una fotografía arrodillado ante la cama de Ernesto Cardenal en el hospital donde estuvo ingresado por insuficiencia renal, explicando que el obispo había pedido a Ernesto Cardenal su bendición como sacerdote de la Iglesia Católica a lo cual él accedió.
Había sido ingresado en el hospital managüense el 4 de febrero debido a fallos renales y cardíacos, donde recibió el alta. Falleció en Managua un mes después, el 1 de marzo de 2020, a los noventa y cinco años.

## Premios y distinciones
- Premio de la Paz del Comercio Librero Alemán (1980)
- Reconocimiento Internacional Foca Mediterránea - Premios Ondas Mediterráneas (2005)[23]
- Premio Iberoamericano de Poesía Pablo Neruda (2009)
- Miembro correspondiente de la Academia Mexicana de la Lengua (2010)
- Premio Reina Sofía de Poesía Iberoamericana (2012)
- Doctor honoris causa por la Universidad de Huelva (2012)[24]
- Premio Internacional Pedro Henríquez Ureña (2014), que otorgan el Ministerio de Cultura y la Presidencia de la República Dominicana, recibido durante el acto inaugural de la XVII Feria Internacional del Libro Santo Domingo 2014 (FILRD),[25] junto con el escritor Eduardo Galeano de Uruguay.
- Doctor honoris causa por la Universidad de Valparaíso (2014)[26]
- Orden de la Independencia Cultural Rubén Darío por el gobierno de Nicaragua máximo premio y reconocimiento otorgado por Nicaragua.
- Premio Mario Benedetti por la Fundación Benedetti de Uruguay (2018).[27][6]

## Obras publicadas

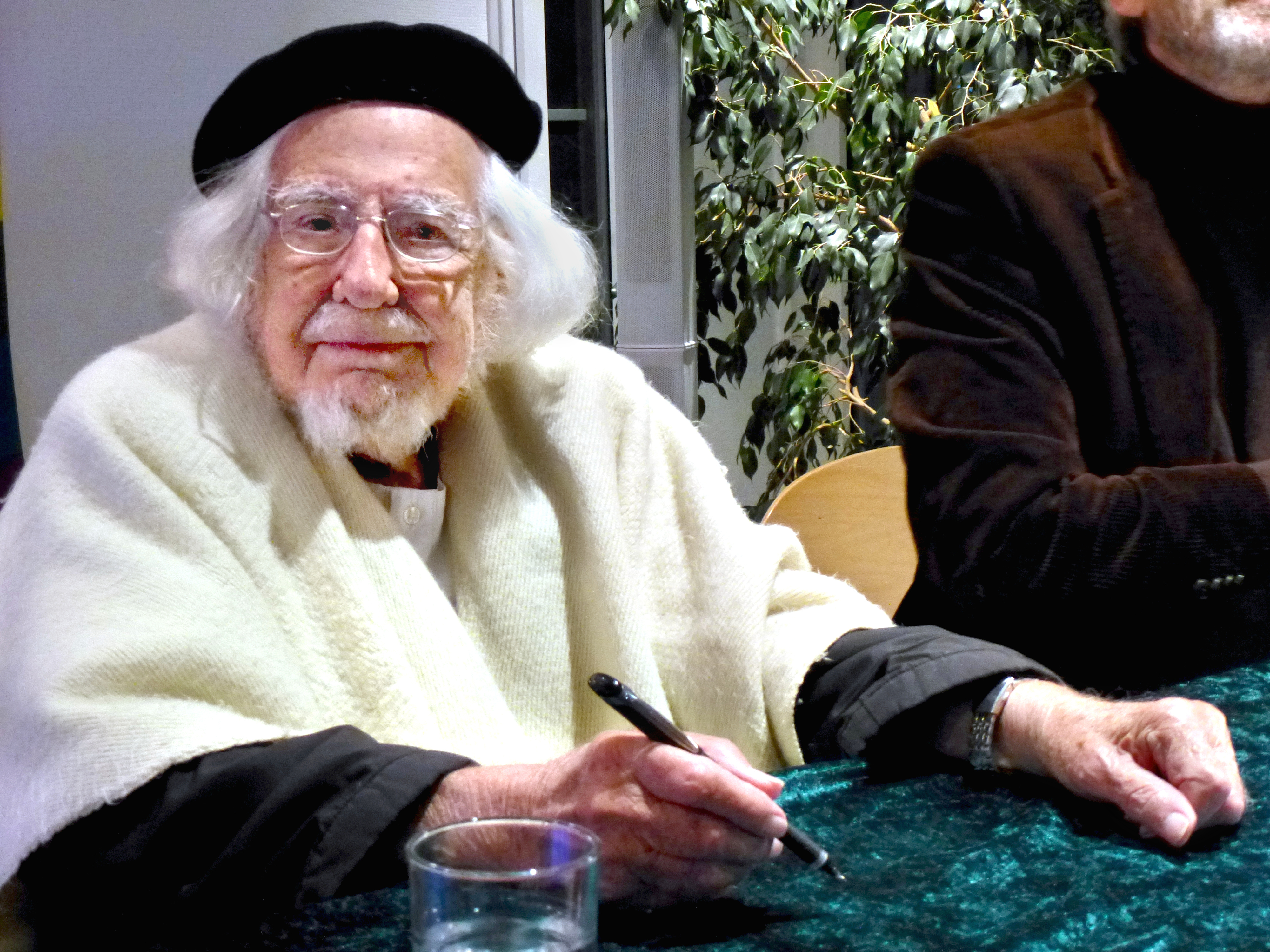
Ernesto Cardenal, en una parroquia protestante en Polch (distrito de Mayen-Koblenz, Renania-Palatinado, Alemania), el 15 de noviembre del 2014.

### Poesía
- Hora 0 (1957)
- Gethsemani Ky (1960)
- Epigramas (1961; reeditado por Trotta, Madrid, 2001)
- Salmos (1964; reeditado por Trotta, Madrid, 1998)
- Oración por Marilyn Monroe y otros poemas (1965)
- El estrecho dudoso (1966)
- Mayapán (1968)
- Homenaje a los indios (1969)
- Antología (1972)
- Canto nacional (1973)
- Oráculo sobre Managua (1973)
- Canto a un país que nace (1978)
- Tocar el cielo (1981)
- Vuelos de victoria (1984)
- Quetzalcúatl (1985)
- Los ovnis de oro (1988)
- Cántico cósmico (1989; reeditado por Trotta, Madrid, 2012, Reeditado por Editora Patria Grande 2013)
- El telescopio en la noche oscura, Trotta, Madrid, 1993
- Antología nueva, Trotta, Madrid, 1996
- Versos del pluriverso, Trotta, Madrid, 2005
- Pasajero de tránsito, Trotta, Madrid, 2006
- Tata Vasco. Un poema, Vaso Roto, Barcelona, 2011
- El celular y otros poemas, Del Centro Editores, 2012; contiene, además del poema que da título al libro, cuanto inéditos; edición de lujo con ilustraciones de Walter Canevaro; tirada única de 100 ejemplares numerados y firmados por este último[28]
- Hidrógeno enamorado, antología, edición conjunta de la Universidad de Salamanca y el Patrimonio Nacional, 2012; la portada reproduce un retrato de Cardenal realizado por el ecuatoriano Oswaldo Guayasamín
- Dos en uno, libro-disco editado por Fundación Autor de la Sociedad General de Autores y Editores de España y la Universidad Veracruzana de México. La compositora Inés Fonseca puso música a once poemas que ella misma interpreta en el CD[28]
- Somos polvo de estrellas, antología, con prólogo del poeta chileno Jaime Quezada; editorial del Centro Nicaragüense de Escritores, Managua, 2013
- Poesía completa, tomo I, Editora Patria Grande, 2007
- Poesía completa, tomo II, Editora Patria Grande, 2007
- Poesía completa, Trotta (Madrid), 2019

### Memorias
- Vida perdida, Seix Barral, Barcelona, 1999 (Trotta, Madrid, 2003)
- Los años de Granada, Anama, 2001
- Las ínsulas extrañas, Trotta, Madrid, 2002
- La revolución perdida, Trotta, 2004

### Otros
- Ansías y lengua de la poesía nueva nicaragüense (1948)
- Vida en el amor (meditaciones) (1970; reeditado por Trotta, Madrid, 2010; con prólogo de Thomas Merton)
- En Cuba (1972)
- Fidel Castro: cristianismo y revolución (1974)
- El evangelio en Solentiname (1975; reeditado por Trotta, Madrid, 2006)
- La santidad de la revolución (1976)
- La batalla de Nicaragua (1980)
- La paz mundial y la revolución en Nicaragua (1981)
- Democratización de la cultural (1982)
- Los campesinos de Solentiname pintan el Evangelio (1982)
- Nostalgia del futuro: pintura y buena noticia en Solentiname (1983)
- Nuevo cielo y tierra nueva (1985)
- El río de San Juan: estrecho dudoso en el centro de América (1993)
- Del monasterio al mundo. Correspondencia (1959-1968) (1998)
- Correspondencia (1959-1968). Thomas Merton y Ernesto Cardenal, contiene 90 cartas entre el poeta nicaragüense y el monje escritor estadounidense; Trotta, Madrid, 2003
- Este mundo y otro, ensayos, Trotta, Madrid, 2011

### Filmografía
- Cortázar: Apuntes para un documental (participación testimonial); dir.: Eduardo Montes Bradley, Argentina, 2001